# Valerie Curtin
Valerie J. Curtin est une actrice et scénariste américaine née le 31 mars 1941 à New York (État de New York).

## Filmographie

### Actrice (cinéma)
- 1974 : Alice n'est plus ici de Martin Scorsese : Vera
- 1976 : Transamerica Express de Arthur Hiller : Plain Jane
- 1976 : La Dernière Folie de Mel Brooks de Mel Brooks : l'infirmière aux soins intensifs
- 1976 : Ambulances tous risques de Peter Yates : Naomi Fishbine
- 1976 : Les Hommes du président de Alan J. Pakula : Miss Milland
- 1977 : La Dernière Route (The Last of the Cowboys) de John Leone : Mary Agnes
- 1978 : A Different Story (en) de Paul Aaron : Phyllis
- 1978 : Rabbit Test de Joan Rivers : Pashima
- 1980 : Why Would I Lie? (en) de Larry Peerce : Mrs. Bok
- 1982 : Best Friends de Norman Jewison : l'amie de Paula
- 1985 : Maxie de Paul Aaron : Miss Sheffer
- 1986 : Big Trouble de John Cassavetes : Arlene Hoffman
- 1986 : Le Clochard de Beverly Hills de Paul Mazursky : Pearl Waxman

### Actrice (télévision)
- 1974 : Happy Days (1 épisode)
- 1976 : Welcome Back, Kotter (1 épisode)
- 1976 : Barney Miller (1 épisode)
- 1976 : Three's Company (1 épisode)
- 1977 : 200 dollars plus les frais (1 épisode)
- 1977 : The Greatest Thing That Almost Happened (téléfilm) : Miss Goldfarb
- 1977 : Rhoda (1 épisode)
- 1978 : Le dernier match (téléfilm) : Kitty McHie
- 1980 : A Christmas Without Snow (téléfilm) : Muriel
- 1980 : Brave New World (téléfilm) : Stelina Shell
- 1982-1988 : Comment se débarrasser de son patron (78 épisodes) : Judy Bernly
- 1991 : Jack Killian, l'homme au micro (1 épisode)
- 1994 : Frasier (1 épisode)
- 1999 : Stark Raving Mad (1 épisode)
- 1999 : Becker (1 épisode)
- 1999 : La Vie à cinq (1 épisode)
- 2000 : Washington Police (3 épisodes) : Juge Audrey Lasher
- 2001 : Voilà ! (1 épisode)
- 2002 : Family Affair (1 épisode)
- 2002 : Baby Bob (1 épisode)
- 2004 : Urgences (1 épisode)
- 2006 : Out of Practice (1 épisode)

### Scénariste (cinéma)
- 1979 : Justice pour tous de Norman Jewison
- 1980 : Rendez-vous chez Max's de Richard Donner
- 1982 : Best Friends de Norman Jewison
- 1984 : Faut pas en faire un drame de Howard Zieff
- 1992 : Toys de Barry Levinson

### Scénariste (télévision)
- 1975 : Phyllis (1 épisode)
- 1975 : The Mary Tyler Moore Show (1 épisode)
- 1990 : Women and Men: Stories of Seduction (téléfilm)
- 1991 : Good & Evil (2 épisodes)

## Nominations
- Oscars du cinéma 1980 : Oscar du meilleur scénario original pour Justice pour tous